# ВПК-Агро
ФК ВПК-Агро — професіональний український футбольний клуб із села Вишневого Чумаківської СГ Дніпровського району Дніпропетровської області. Команда бере участь у Першій лізі чемпіонату України та Кубку України з футболу.

## Історія клубу

Старий логотип.

Футбольну команду «ВПК-Агро» було засновано 2011 року. Команда отримала таку назву завдяки своєму головному спонсору — ТОВ «ВПК-АГРО» — найбільшому аграрному підприємству Магдалинівського району Дніпропетровської області.

## Статистика виступів
| Сезон   | Ліга       | М       | І  | В  | Н | П  | ГЗ | ГП | О  | Кубок України | Примітка   |
| ------- | ---------- | ------- | -- | -- | - | -- | -- | -- | -- | ------------- | ---------- |
| 2019–20 | Друга «Б»  | 1 з 11  | 20 | 15 | 3 | 2  | 48 | 15 | 48 | 1/64 фіналу   | Підвищення |
| 2020–21 | Перша ліга | 10 з 16 | 30 | 11 | 4 | 15 | 30 | 48 | 37 | 1/8 фіналу    |            |
| 2021–22 | Перша ліга | 14 з 16 | 20 | 5  | 3 | 12 | 16 | 28 | 18 | 1/16 фіналу   | Знявся     |

## Досягнення клубу
- Друга ліга чемпіонату України:
  -  Чемпіон: 2019/20 (група «Б»)

- Чемпіонат України серед аматорів
  -  Чемпіон: 2018/19.

- Чемпіонат Дніпропетровської області
  -  Чемпіон (3): 2014, 2016, 2018;
  -  Срібний призер (1): 2015, 2017.

- Перша ліга чемпіонату Дніпропетровської області з футболу
  -  Чемпіон (1): 2013.

- Чемпіонат Магдалинівського району з футболу
  -  Срібний призер (1): 2012.